# Dieter Hager
Erich Dieter Hager (* 15. Januar 1947 in Karlsruhe; † 13. Dezember 2009 in Bad Bergzabern) war ein deutscher Arzt, Physiker und Biochemiker, dessen Tätigkeitsfeld vor allem die komplementäre Onkologie darstellte.

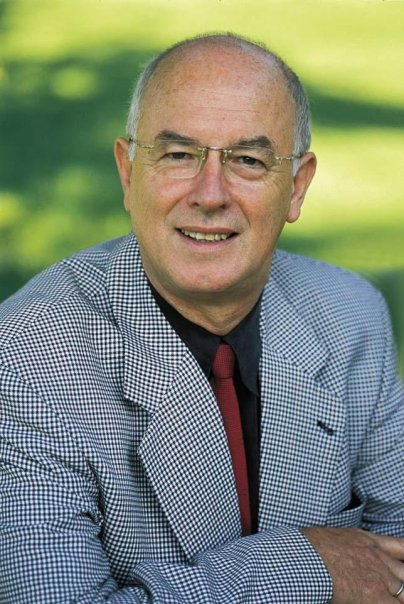
Dieter Hager

## Leben
Hager besuchte die Schule in Wilferdingen und Pforzheim, welche er 1966 mit Abitur abschloss. Danach studierte er Physik in Berlin und Medizin in Berlin, Göttingen und Oxford. Er verfasste wissenschaftliche Arbeiten an der Technischen Universität Berlin, dem Max-Planck-Institut für Molekulare Genetik in Berlin, Fritz-Haber-Institut in Berlin, im Institut für Biologie der Freien Universität Berlin und im Institut für Neurophysiologie in der Universität Göttingen.
In der ärztlichen Fachzeitschrift GZM hieß es zu seinem Tod: „Die offizielle Trauerfeier fand an seinem 63. Geburtstag, dem 15. Januar 2010 statt, wo ihn nicht nur Vertreter der in- und ausländischen Organisationen, sondern auch der pfälzische Ministerpräsident Kurt Beck würdigten. Viele Patienten hätten Dieter Hager noch gebraucht und für viele der erwähnten Institutionen ist er nicht zu ersetzen.“

### Berufliche Laufbahn
Hager forschte von 1980 bis 1986 auf dem Gebiet der Tumorimmunologie bei Boehringer Mannheim und arbeitete als medizinisch-wissenschaftlicher Leiter und Prokurist in Forschung, Entwicklung und klinischer Prüfung in den Cytobiologischen Laboratorien Heidelberg. Anschließend war er 1987–1988 Chefarzt einer onkologischen Rehabilitationsklinik in Friedenweiler/Titisee.
In der Fachzeitschrift Erfahrungsheilkunde, als deren Autor er zeitweise tätig war, ist über seine Tätigkeit zu lesen: „1989 rief er die BioMed Fachklinik in Bad Bergzabern ins Leben. Die Klinik gehörte zu den ersten komplementär-onkologischen Kliniken auf deutschem Boden. Er gründete sie im Sinne einer Kombination von klassischer Onkologie, komplementären Zusatzmethoden und innovativen Therapien. In den vergangenen Jahrzehnten hat sich das Haus einen deutschlandweiten und internationalen Ruf als Hyperthermiezentrum von einzigartigem Rang erworben. Bis dato wurden über 40.000 Patienten in der Klinik behandelt, u. a. auch aus den USA, Indien, Arabien, Korea und den europäischen Nachbarländern.“

### Promotionen
- Naturwissenschaft (Dr. rer. nat.): Strukturforschung von Ribosomen im Fachbereich Biochemie, Institut für Biologie der Freien Universität Berlin
- Medizin (Dr. med.): Verarbeitung von Geruchssinnen, Institut für Neurophysiologie der Universität Göttingen

## Klinische Forschung
- Konzeptioneller Aufbau einer wissenschaftlich begründeten „komplementären Onkologie“, die mit der konventionellen Onkologie integriert wurde, seit Anfang der 80er Jahre.
- Entwicklung einer regionalen Perfusions-Chemotherapie zur Krebsbehandlung der Pleura in Kombination mit Hyperthermie im Bauchraum, der Blase und dem Rippenfell. Mit dieser neuen Methode konnten die Überlebens- und Heilungschancen von Patienten mit fortgeschrittenen Karzinomen in diesen Organen wesentlich verbessert werden. Allein in Deutschland könnten von dieser neuen Methode 1.500 – 2.000 Krebspatienten profitieren, wenn diese Methode flächendeckend angewendet würde.
- Einführung der klinischen Tiefenhyperthermie mit Radiowellen und Forschung und Klinik in Deutschland (1989). – Die BioMed-Klinik ist weltweit vom therapeutischen Spektrum bzw. der Methodik, das umfassendste Hyperthermiezentrum.
- Nachweis der Wirksamkeit der Tiefenhyperthermie mit Kurzwellen bei Patienten mit bösartigen Hirntumoren. Eine wesentliche Verlängerung des Überlebens und potenzielle Heilung ist damit im Vergleich zu bisherigen Methoden, wie Strahlen- und Chemotherapie, möglich.

## Ehrenämter
- Gründer und Vorstandsmitglied der Deutschen Gesellschaft für Onkologie seit 1981
- Gründer, langjähriger Geschäftsführer und Vorstandsmitglied der Gesellschaft für Biologische Krebsabwehr, eine Fördergesellschaft für Forschung und Entwicklung von komplementären Methoden in der Krebstherapie (über 20.000 Mitglieder bzw. Förderer) seit 1982
- Vorsitzender der Ärztegesellschaft für Erfahrungsheilkunde und Komplementär-Medizin (ca. 15.000 ärztliche Mitglieder); Veranstalter der Medizinischen Woche mit über 4.500 Teilnehmer jährlich
- Gründer und Gründungspräsident der Deutschen Gesellschaft für Hyperthermie
- Ehemaliger Präsident und langjähriges Vorstandsmitglied der International Clinical Hyperthermia Society, USA
- Ehrenvorsitzender der Korea-Germany Biomedizin Society, Seoul; mit Vorstandsmitgliedern führender koreanischer Forschungsinstitute (National Cancer Institute of Korea, Korea Advanced Institute of Technology)
- Regional: seit Jahren Kreisvorsitzender des Hartmannbundes Südliche Weinstraße